# Piccolia
Piccolia is een geslacht van schimmels uit de klasse Lecanoromycetes. De typesoort is Piccolia crocea.

## Soorten
Volgens Index Fungorum telt het geslacht tien soorten (peildatum januari 2024):
| Soortnaam                                      | Auteur(s)                      | Publicatiejaar |
| ---------------------------------------------- | ------------------------------ | -------------- |
| Piccolia congolensis                           | Van den Broeck, Aptroot & Ertz | 2013           |
| Piccolia conspersa                             | (Fée) Hafellner                | 1995           |
| Piccolia crocea                                | (Spreng.) A. Massal.           | 1856           |
| Piccolia elmeri                                | (Vain.) Hafellner              | 1995           |
| Piccolia haematina                             | (Müll. Arg.) Hafellner         | 1995           |
| Piccolia kalbii                                | Van den Broeck & Ertz          | 2013           |
| Piccolia nannaria                              | (Tuck.) Lendemer & Beeching    | 2007           |
| Piccolia nivea                                 | Van den Broeck, Aptroot & Ertz | 2013           |
| Piccolia ochrophora (Licht muggenstrontjesmos) | (Nyl.) Hafellner               | 2004           |
| Piccolia wrightii                              | (Tuck.) Hafellner              | 1995           |